# Юра (опера)
«Юра» (італ. La Jura) — італійська опера у трьох діях. Композитор і автор лібрето (італійською) — Ґавіно Ґабріель.
Перша постановка — 1928, Кальярі, друга — 23 квітня 1958, Неаполь, театр Сан-Карло.